# Manningia
Manningia is een geslacht van kreeftachtigen uit de klasse van de Malacostraca (hogere kreeftachtigen).

## Soorten
- Manningia amabilis Holthuis, 1967
- Manningia andamanensis Ghosh, 1975
- Manningia arabica Manning, 1990
- Manningia australiensis Manning, 1970
- Manningia misool Ahyong, 1997
- Manningia notialis Manning, 1966
- Manningia pilaensis (de Man, 1888)
- Manningia posteli Manning, 1977
- Manningia raymondi Bruce, 1986
- Manningia wilsoni Ahyong, 2001
- Manningia zehntneri Manning, 1974